# 샤틀레 레알역

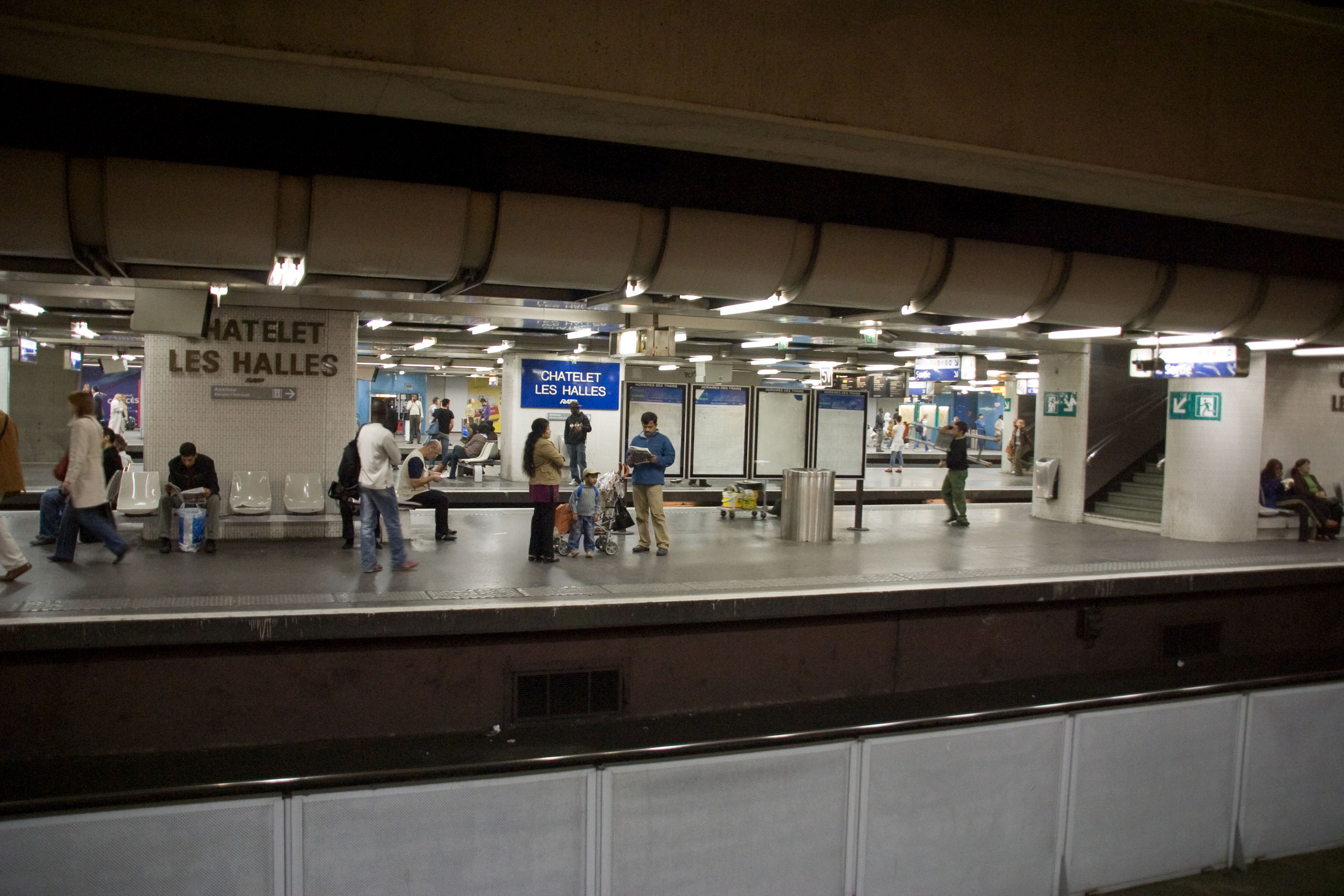
승강장 전경

샤틀레 레 알 역(Gare de Châtelet - Les Halles)은 파리 도심부에 있는 RER의 역이다.

## 개요
레 알 쇼핑몰 지하에 있으며, 직접 지상으로 나가는 출입구가 없이 쇼핑몰의 지하로만 출입구가 나 있는 완전한 지하역이다.
RER A, B, D호선의 세 노선이 모여드는 환승역으로, 1일 약 1500여회의 열차가 운행되며 약 52만명의 승객이 이용한다. 남쪽에 위치한 지하철 1, 4, 7, 11, 14호선의 샤틀레 역, 북쪽에 위치한 지하철 4호선의 레 알 역과는 환승통로로 이어져 있어, 세 역을 합하면 도합 8개 노선이 이합집산하며 1일 약 75만여명이 이용하는, 파리 대도시권의 일대 중심 환승역이자 세계 최대 규모의 지하역이다.
녹틸리앙의 주요 거점으로도 활용되고 있다.

## 구조

샤틀레 레 알 역(가운데), 샤틀레 역(아래쪽), 레 알 역(왼쪽)의 위치 관계

구내 배선도. 왼쪽이 북서쪽이다

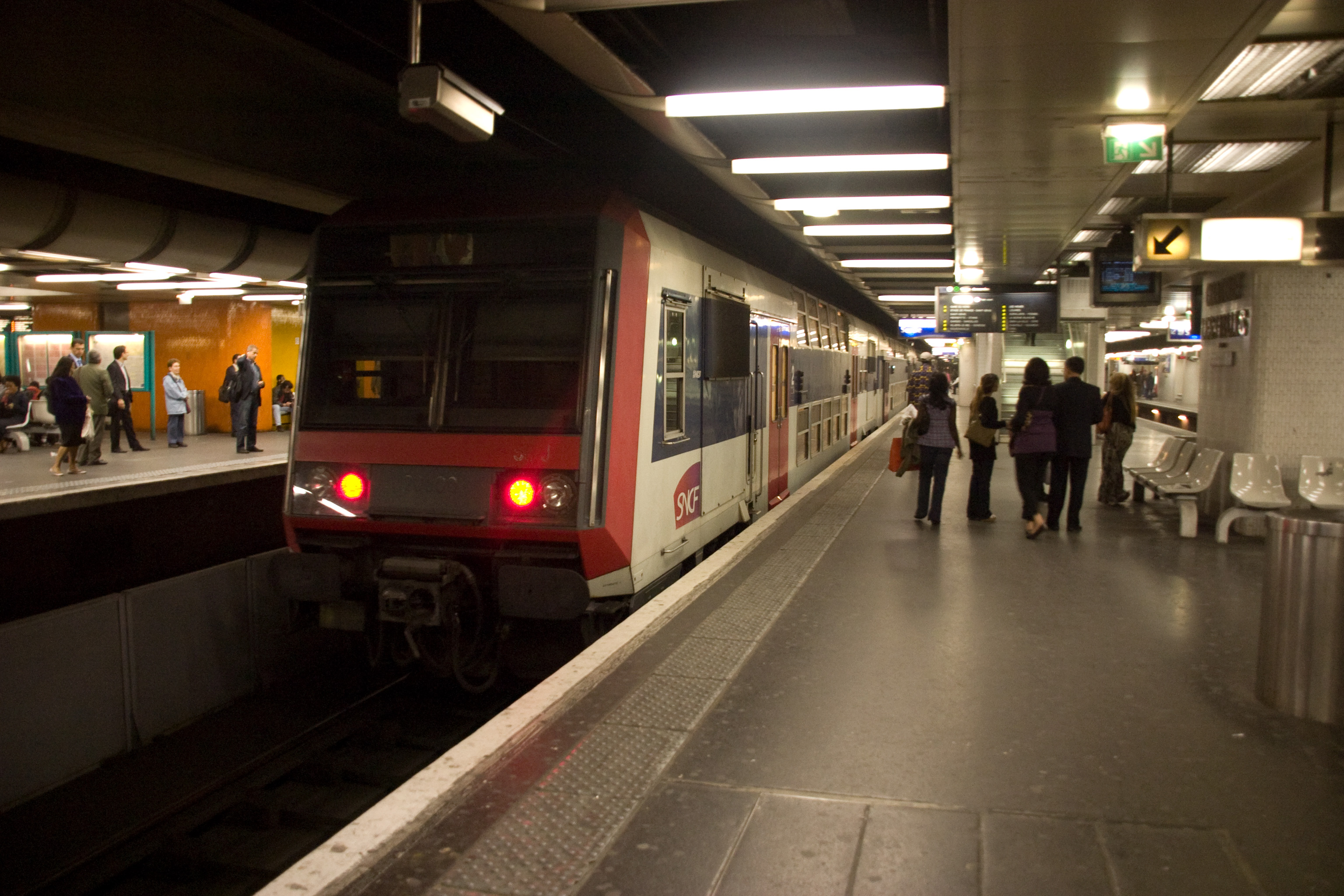
당역종착 승강장에 정차 중인 D호선 Z20500형 전동차

지하 4층에 대합실과 환승 통로가, 지하 5층에 승강장이 있다. 세 노선의 승강장은 별도의 공간이 아닌 한 공간에 모여 있으며, 4면 7선의 구조를 하고 있다. 이 역부터 이웃한 파리 북역까지는 RER B호선과 D호선이 선로를 공유하는 구간이기도 하다. 동쪽(위 배선도의 위쪽)부터 A호선 동쪽 방면, B호선 남쪽 방면, D호선 남쪽 방면, D호선 당역종착, D호선 북쪽 방면, B호선 북쪽 방면, A호선 서쪽 방면의 순으로 배치되어 있고, A호선과 B호선은 동일 방면은 대면 환승이 가능하다.

## 연혁
- 1977년 12월 9일 : RER A, B호선 개통으로 개업
- 1987년 9월 27일 : RER D호선 개업
- 2011년 : 역 리모델링 공사 시작(2016년 완공 예정)

## 기타
- 1977년 개업 당시 설치된 미술품 Énergies는 프랑스의 미술가 피에르 이브 트레무와(fr)의 작품으로 8m×3m의 거대한 조각품이다.
- 프랑스의 가수 플로랑 파니(fr)가 2000년에 발표한 5집 앨범의 타이틀 곡 Châtelet - Les Halles은 이 역의 승객들이 오가는 정경을 담은 곡이다.